# Two Kettles

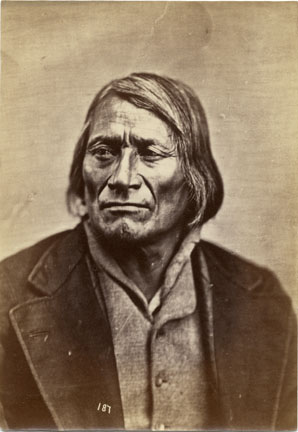
Miwátani Háŋska (Mandan Alt), un dels líders dels Two Kettles, que figurava entre els signants dels dos tractats de Fort Laramie (1851 i 1868)

Two Kettles o Oóhenuŋpa (O'ohenuŋpa, O'ohenonpa - “Dos bullits” o “Dues calderes”) era una subdivisió de la Nació Lakota, una fracció del poble amerindi sioux. Viuen a la reserva índia de Cheyenne River.
Junt amb els Sans Arc (Itazipco, Itazipcola, Hazipco - ‘aquells que cacen sense arcs') i Miniconjou (Mnikonju, Hoĥwoju - ‘Plantes per l'aigua’) sovint són coneguts com a Lakota Central i es divideixen en nombroses bandes o thiyóšpaye.

## Bandes o tiyošpaye històriques Oóhenuŋpa
- Wanuwaktenula (Wah-nee-wack-ata-o-ne-lar, o Waniwacteonila - ‘Morts accidentalment’)
- Sunka Yutesni (‘No mengen gossos')
- Mniŝala (‘Aigua vermella’, un grup escindit dels tiyošpaye Sans Arc, també anomenats Mnisala- ‘Aigua vermella’)
- Oiglapta (‘Pren tot el que queda’)

Els Oóhenuŋpa o Two Kettles d'antuvi eren part del tiyošpaye miniconjou anomenats Wáŋ Nawéǧa (‘fletxa trencada’), escindida pel 1840 i que esdevingué un oyate o tribu separada.
Segons James Owen Dorsey, a finals del segle xix els Oóhenuŋpa eren dividits en dos grups:
1. Oohe noⁿpa (els propis Oóhenuŋpa)
2. Ma waqota (Há waȟóta - ‘Pell vetejat de gris')[5]

## Història
Abans de 1843 els exploradors no donen cap referència a aquesta subdivisió. La banda semblava tenir uns 800 individuss. A la mitja habitual de 7 persones per cabana, això faria que al voltant de 115 tendes (tipis quan no estan ocupats) el que equival a 230 guerrers en la norma del 2 per tenda. Afirmaven de manera variable que vivien entre altres ramats de búfals o separats d'altres bandes pel riu Cheyenne i el riu Missouri. Ells respectaven comerciants blancs i visitants i caçaven amb habilitat.D'antuvi participaven poc en les guerres però més tard ho van fer. Més tard van signar un tractat comproment-se a no atacar altres, excepte en defensa pròpia.